# بژوستووا
بژوستووا (به لهستانی:  Brzóstowa) یک روستا در لهستان است که در گمینا تشمیلوو واقع شده‌است. بژوستووا ۷۲۰ نفر جمعیت دارد.